# Luís Pinto (cầu thủ bóng đá)
Luís Filipe Santos Pinto (sinh ngày 12 tháng 6 năm 1982) là một cầu thủ bóng đá người Bồ Đào Nha thi đấu cho U.D. Vilafranquense ở vị trí tiền đạo.

## Sự nghiệp bóng đá
Sinh ra ở Lisbon, Pinto thi đấu cho G.D. Estoril Praia ở giải hạng thấp, và chỉ vươn đến Giải bóng đá hạng nhất quốc gia Bồ Đào Nha lúc 28 tuổi vào mùa hè năm 2010 sau khi đến Moreirense FC. Anh có tổng cộng 205 trận ra sân trong 7 mùa giải, ghi 43 bàn cho các câu lạc bộ, F.C. Arouca, G.D. Chaves và S.C. Covilhã.
Ở mùa giải 2015–16, Pinto ghi 5 bàn sau 31 trận, giúp Chaves trở lại Giải bóng đá vô địch quốc gia Bồ Đào Nha sau 17 năm. Cuối kỳ chuyển nhượn tháng 1 năm 2017, cầu thủ 34 tuổi trở lại giải hạng ba và gia nhập S.C.U. Torreense.

## Đời sống cá nhân
Anh rể của Pinto, Bruno Patacas, cũng là một cầu thủ bóng đá.